# Dolní Olešnice
Obec Dolní Olešnice (německy Nieder Oels) se nachází v okrese Trutnov, kraj Královéhradecký. Území obce zahrnuje dvě katastrální území - Dolní Olešnice a Vestřev. Žije zde 374 obyvatel.

## Historie
První písemná zmínka o vesnici pochází z roku 1241. Dolní Olešnice vznikla v polovině 13. století za tzv. vnitřní kolonizace domácím českým obyvatelstvem a stala se centrem Olešnického újezdu. Olešnický újezd tehdy zahrnoval území dnešní Olešnice, Ždírnice a Borovnice. Jméno obce je zřejmě odvozeno od hustého porostu olší podél břehů páteřního Kalenského potoka.
Až do druhé světové války zde žilo převážně německy mluvící obyvatelstvo. V roce 1938 připadla Dolní Olešnice Třetí říši; po druhé světové válce bylo německé obyvatelstvo kromě smíšených manželství odsunuto.

## Pamětihodnosti
- Kostel sv. Jakuba – areál venkovského kostela, vystavěného ve druhé polovině 16. století, snad podle návrhu Carla Valmadiho.
- Zámek Nové Zámky – původně renesanční, později novobarokně zpravený zámek.
- Sousoší Kalvárie – pozdně barokní sousoší vytvořené v regionální dílně. Příklad barokního zásahu do krajiny. Zlidovělá kamenická práce představující Krista na kříži, Marii a Jana Evangelistu.[6]
- Sloup se sochou svatého Jana Nepomuckého – hodnotná sochařská práce lidového charakteru datovaná do roku 1800. Doklad vysoké úrovně regionálních sochařských dílen. Pískovcový pilíř se sochou sv. Jana Nepomuckého stojí nedaleko kostela sv. Jakuba po levé straně u místní komunikace ve směru Dolní Olešnice – Horní Olešnice.[7]
- Fara – Pozdně barokní jednopatrová budova s mansardovou střechou. Postaveno roku 1787. Zachovalá dispozice z osmdesátých let 18. století.[8]
- Hrob rudoarmějce – Hrob neznámého vojáka, příslušníka Rudé armády. Postaven po roce 1950. Doklad válečných událostí na Trutnovsku.
- Pomník osvobození – symbolický památník osvobození v roce 1945. Postaveno po roce 1950, s pozdějšími úpravami.
- Lidová architektura (v tomto regionu se vyskytují charakteristické roubené stavby s tzv. křížovou světničkou, spočívající na sloupech nad vchodem; v Dolní Olešnici jsou to např. čp. 76 a 99)[9][10]
- Další kulturní památky se nachází v osadě Vestřev. Patří k nim zámek Nové Zámky postavený na přelomu 16. a 17. století.

## Těžba českých granátů
Po jedenáctileté přestávce byla dne 23. dubna 2019 v obci Dolní Olešnice obnovena těžba pyropů, drahokamů krvavě rudé barvy, známých jako české granáty. Tyto drahokamy jsou těženy pro potřeby Družstva umělecké výroby Granát se sídlem v Turnově, kde jsou používány při výrobě šperků. Jedná se o druhé průmyslově těžené ložisko českých granátů nejen v ČR, ale i na světě - první se nachází v Podsedicích na Litoměřicku v Ústeckém kraji. Pyropy byly v Podkrkonoší těženy již v minulosti, a to rovněž na území Dolní Olešnice, u Kalenského potoka v části Vestřev. Těžba ve Vestřevi trvala 15 let a byla ukončena v roce 2008.